# Naarda unipunctata
Naarda unipunctata är en fjärilsart som beskrevs av Bethune-Baker 1911. Naarda unipunctata ingår i släktet Naarda och familjen nattflyn. Inga underarter finns listade i Catalogue of Life.